# Czynne prawo wyborcze
     Brak wyborów
     25 lat
     21 lat
     20 lat
     19 lat
     18 lat
     17 lat
     16 lat
     Nieznany / Brak danych

Minimalny wiek wyborcy wg. państw
Brak wyborów
25 lat
21 lat
20 lat
19 lat
18 lat
17 lat
16 lat
Nieznany / Brak danych

Czynne prawo wyborcze (prawo wybierania) – prawo przysługujące obywatelom, które zapewnia im możliwość udziału w głosowaniu i oddania głosu na swojego kandydata do organów przedstawicielskich państwa, do organów samorządu terytorialnego bądź w referendum.
W Polsce czynne prawo wyborcze przysługuje wszystkim obywatelom polskim, którzy ukończyli 18 lat (najpóźniej w dniu głosowania), a którym prawo to nie zostało odebrane prawomocnym wyrokiem sądowym (pozbawienie praw publicznych) albo Trybunału Stanu i nie są ubezwłasnowolnieni. Prawo to przysługuje także pełnoletnim obywatelom państw członkowskich Unii Europejskiej w wyborach do Parlamentu Europejskiego (pod warunkiem stałego zamieszkiwania w Polsce) oraz w wyborach do rad gmin (pod warunkiem stałego zamieszkiwania na obszarze gminy) – o ile nie zostali pozbawieni praw wyborczych w kraju pochodzenia. 
Większość państw Unii Europejskiej ustala wiek czynnego prawa wyborczego na 18 lat, Odmienne przepisy wprowadziła Austria (2008), oraz Malta (2018), w których prawo wyborcze przysługuje osobom, które ukończyły 16 lat.  Ponadto w Grecji czynne prawo wyborcze od 2016 roku przysługuje osobom, które ukończyły 17 lat. W niektórych państwach byłej Jugosławii 16-latkowie posiadają czynne prawo wyborcze, jeśli pracują, co jest spuścizną byłego ustroju.

## Kobiety a czynne prawo wyborcze
Jako pierwsze prawo do głosowania wywalczyły kobiety w amerykańskim stanie Wyoming w 1869 roku. W całych Stanach Zjednoczonych kobiety uzyskały możliwość głosowania w 1920 roku. W ślad za mieszkańcami Wyoming poszli obywatele Nowej Zelandii, którzy przyznali Nowozelandkom możliwość głosowania w roku 1893. W 1903 roku do tego grona dołączyły także kobiety z Australii. Na Starym Kontynencie jako pierwsze przy urnach znalazły się obywatelki Finlandii (1906 rok). W ślad za nimi poszły: Norwegia (1913 rok), Islandia i Dania (1915 rok), Rosja, Holandia (1917 rok). Także w 1917 prawo to otrzymały Kanadyjki, a rok później prawo do głosowania przyznała kobietom Polska. Francja obdarzyła swoje kobiety prawami wyborczymi w 1944 roku. W całej Szwajcarii kobiety uzyskały czynne prawa wyborcze dopiero w 1990 roku, choć w części kantonów mogły wybierać swoich przedstawicieli już od 1971 roku. W Brunei kobiety nie mają praw wyborczych.